# Jeanbandyite
La jeanbandyite (simbolo IMA: Jbd) è un raro minerale del supergruppo della perovskite, all'interno del quale viene collocato nel gruppo delle perovskiti non stechiometriche e da lì al sottogruppo della schoenfliesite; appartiene alla famiglia minerale degli "ossidi e idrossidi" e possiede composizione chimica Fe3+Sn(OH)5O.

## Etimologia e storia
La signora Jean A. Bandy (1900-1991), di Wickenburg (in Arizona, Stati Uniti), fece dono al "Los Angeles Natural History Museum" della collezione di minerali sua e di suo marito, l'ingegnere minerario Mark Chance Bandy, e su uno degli esemplari fu scoperto questo nuovo minerale, che fu chiamato in onore della donna. Un altro minerale, la bandylite, è stato invece nominato così in onore del marito.

## Classificazione
Nella classica nona edizione della sistematica dei minerali di Strunz, aggiornata dall'Associazione Mineralogica Internazionale (IMA) fino al 2009, la jeanbandyite si trova nella classe "4. Ossidi (idrossidi, V[5,6] vanadati, arseniti, antimoniti, bismutiti, solfiti, seleniti, telluriti, iodati)" e nella sottoclasse "4.F Idrossidi (senza V od U)"; questa viene ulteriormente suddivisa in base alla struttura del minerale, in modo da poterlo trovare nella sezione "4.FC Idrossidi con OH, senza H2O; ottaedri che condividono un vertice" dove forma il sistema nº 4.FC.15 insieme a mopungite, tetrawickmanite e stottite.
Tale classificazione viene mantenuta invariata anche nell'edizione successiva, proseguita dal database "mindat.org" e chiamata Classificazione Strunz-mindat; nella sezione 4.FC.15, oltre ai minerali già citati, compaiono anche i nuovi minerali nancyrossite e zincostottite.
Nella Sistematica dei lapis (Lapis-Systematik) di Stefan Weiß la jeanbandyite si trova nella classe degli "ossidi" e da lì nella sottoclasse degli "idrossidi e idrati ossidici (ossidi contenenti acqua con struttura stratificata)", dove forma il "gruppo della stottite" con il numero di sistema IV/F.17 insieme a eyselite, mopungite, stottite e tetrawickmanite.
Anche nella classificazione dei minerali secondo Dana, usata principalmente nel mondo anglosassone, la jeanbandyite viene elencata nella famiglia degli "ossidi e idrossidi" e, in particolare, nella classe degli "idrossidi e ossidi contenenti idrossidi"; qui è nella sottoclasse degli "idrossidi e ossidi contenenti idrossidi con gruppi (OH)3 o (OH)6" dove è nel "gruppo della wickmanite (tetragonale: P42/n)" dove forma il sistema nº 06.03.07 insieme a mopungite, tetrawickmanite e stottite.

## Abito cristallino
La jeanbandyite cristallizza nel sistema tetragonale con il gruppo spaziale P42/n (gruppo nº 86) con le costanti di reticolo a = 7,64 Å e c = 7,64 Å, oltre ad avere 4 unità di formula per cella unitaria.
Altri studi forniscono come dato la cristallizzazione nel sistema cubico con gruppo spaziale Pn3 (gruppo nº 210) e parametro di cella a = 7,658(2) - 7,6427(2) Å, ma questi dati non coincidono con la stechiometria della formula, che non si adatta a tale struttura.

## Origine e giacitura
La jeanbandyite si forma nella zona di ossidazione dei depositi idrotermali polimetallici; qui è associata a differenti minerali a seconda del luogo di ritrovamento: wickmanite, fluorapatite, stannite, pirite, jamesonite, cassiterite, wolframite, bismutinite, franckeite, crandallite e quarzo (per campioni provenienti da Llallagua, in Bolivia); natanite, pirrotite, siderite e quarzo (per campioni provenienti da Santa Eulalia, nel Chihuahua in Messico).
La jeanbandyite è un minerale raro ed è stato trovato solo in pochi siti sparsi per il mondo: la sua località tipo è in Bolivia, nella miniera "Siglo Veinte" (18.42286°S 66.59247°W) a Llallagua. Altri siti sono: la miniera "Potosí" nello Stato messicano di Chihuahua; la miniera "Mount Pleasant" nella contea di Charlotte (Nuovo Brunswick, Canada); le parrocchie civili di St Neot, St Hilary, Perranuthnoe e Calstock, tutti in Cornovaglia (Inghilterra).

## Forma in cui si presenta in natura
La jeanbandyite è stata trovata nei cristalli che mostrano {111}, {001} e {100} dominanti oppure in aggregati pseudo-ottaedrici grezzi, epitassici su wickmanite, o ricoperti su natanite.
Il colore può essere marrone arancione, rosso marrone o giallo pallido, con striscio giallo pallido; la lucentezza va da vitrea a semi-adamantina.